# هيساكو كانيموتو
هيساكو كانيموتو (金元寿子 كانيموتو هيساكو) هي مؤدية أصوات يابانية ولدت في 16 ديسمبر 1987 في كوراشيكي، أوكاياما.

## أدوارها في الأنمي

### مسلسلات أنمي تلفزيونية
- صوت السماء - كاناتا سورامي
- دورارارا!! - كوروري أوريهارا
- دورارارا!! ×2 المقدمة - كوروري أوريهارا
- دورارارا!! ×2 المنتصف - كوروري أوريهارا
- دورارارا!! ×2 الخاتمة - كوروري أوريهارا
- بليتش - نوزومي كوجو
- غزو! فتاة الحبار - فتاة الحبار
- أوكامي-سان ورفاقها السبعة - أويكا
- سيكيري Pure Engagement - كاتسوراغي
- هل هذا زومبي؟ - ميل شتروم/تومونوري
- أريا الرصاصة القرمزية - ميساكي ناكاسوراتشي
- خادم الصفر F - لوكشانا
- رايلغان معينة خاصة بالعلم S - إيكا أمامي
- أحجية الشر - هارو إيتشينوسي
- ماريا العذراء - ماريا
- غوغوري! كوكوري-سان - جيميكو
- فصل الاغتيال - هينانو كوراهاشي
- فرسان سيدونيا - يوهاتا ميدوريكاوا
- فرسان سيدونيا: معركة الكوكب التاسع - يوهاتا ميدوريكاوا
- جانسلينجر ستراتوس - كيوكا كاتاغيري
- أبطال الزهور الستة - رولونيا مانتشيتا
- البدلة المتنقلة جاندام: أيتام الدم الحديدي - أترا ميكستا
- بوبوكي بورانكي - كاوروكو كازوكي
- بوبوكي بورانكي: عمالقة الكوكب - كاوروكو كازوكي
- آي دي 0 - كلير هوجو
- صراع الطبخ: الطبق الثالث - إيرينا ناكيري
- غارغانتيا في الكوكب الأخضر - إيمي
- عروس الساحر - إيثان
- غيت: قوات الدفاع الذاتي تقاتل في أرض غريبة - توكا لونا مارسو
- سينران كاغورا شينوفي ماستر: يوما طوكيو - موراكومو
- كوتورا-سان - هاروكا كوتورا
- كوكورو كونكت - يوي كيرياما
- الخطايا السبع المميتة - فيرونيكا
- سيتروس - سارا تاتشيبانا
- بانغ دريم! 2nd Season - تسوغومي هازاوا
- شخصية الدرجة المنخفضة توموزاكي - آوي هينامي
- بطولات فارس فاشل - توكا تودو

### أنمي الإنترنت
- سيلور مون كريستال - آمي ميزونو/سيلور ميركوري
- نينجا سلاير فروم أنيميشن - أساري
- مونستر سترايك - مانا ليفينغستون

### أفلام أنمي
- الأطفال الذين يلاحقون أصواتًا ضائعة - أسونا

## أدوارها في ألعاب الفيديو
- تيكن 7 - لاكي كلوي
- فاير إمبلم فيتس - ساكورا

## وصلات خارجية
- هيساكو كانيموتو على موقع IMDb (الإنجليزية)
- هيساكو كانيموتو على موقع ميوزك برينز (الإنجليزية)
- هيساكو كانيموتو على موقع ديسكوغز (الإنجليزية)
- هيساكو كانيموتو على موقع قاعدة بيانات الفيلم (الإنجليزية)
- هيساكو كانيموتو على موقع ANN person (الإنجليزية)
- هيساكو كانيموتو على موقع ANN person (الإنجليزية)